# Cabale des Importants

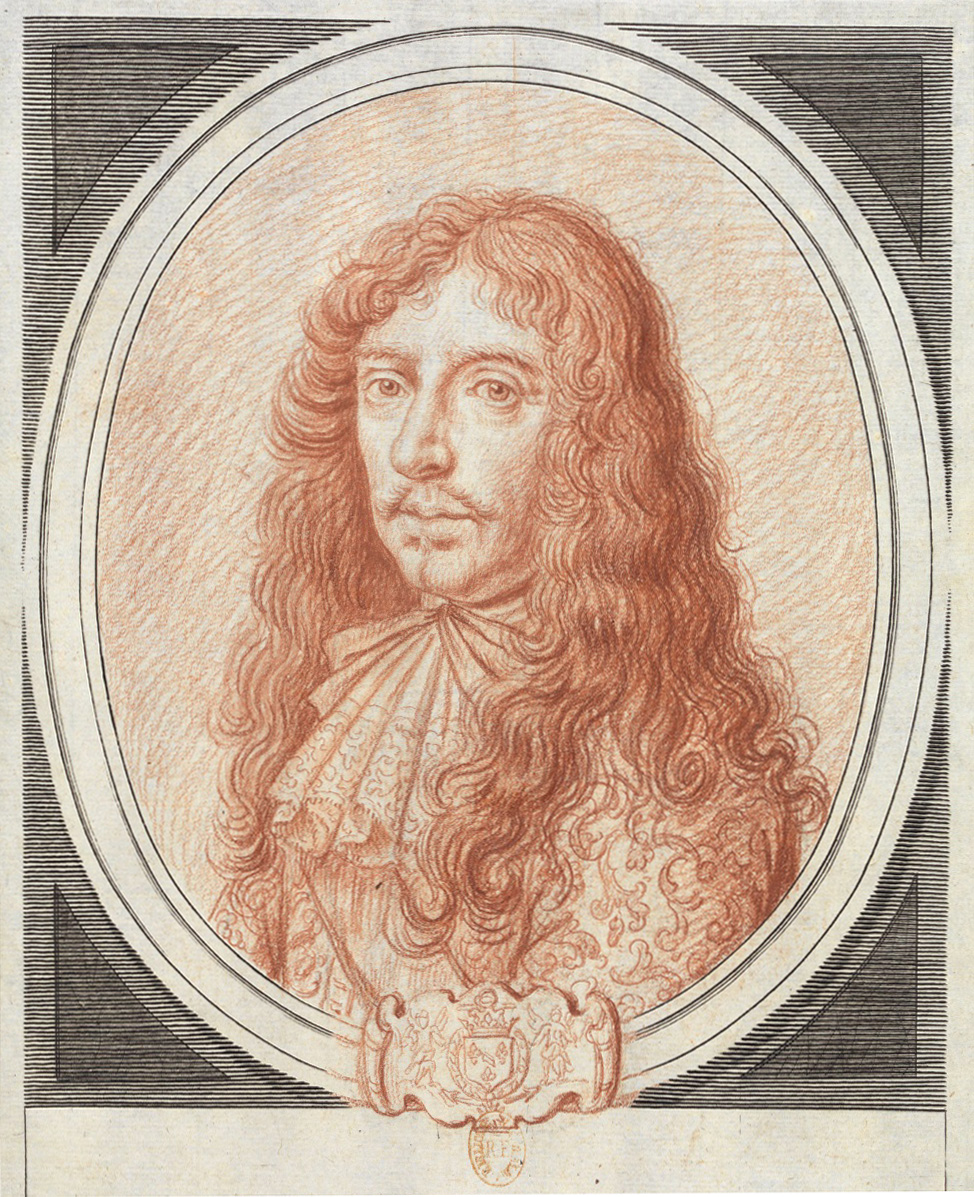
François de Bourbon-Vendôme, duc de Beaufort.
Portrait anonyme, Paris, BnF, département des estampes, XVIIe siècle.

La cabale des Importants, ou conjuration des Importants, est le nom donné à un complot organisé dans les derniers jours d'août 1643 par François de Vendôme, duc de Beaufort, et Marie de Rohan, duchesse de Chevreuse, avec l’aide de nombreux « Grands » de l’époque. Ce complot a pour objectif d'écarter Mazarin du pouvoir, ce dernier étant jugé trop hostile aux intérêts de cette noblesse, et de signer une paix séparée avec l'Espagne. Ce complot est un échec : le duc de Beaufort est arrêté et emprisonné, et d'autres conspirateurs sont exilés.

## Contexte
Louis XIII meurt le 14 mai 1643, six mois après son ministre Richelieu. Leur politique visait à l'affermissement du pouvoir royal contre les Grands du royaume. Le nouveau roi Louis XIV est mineur et la régence est confiée à sa mère Anne d'Autriche qui va s'appuyer sur le cardinal Mazarin. La régence est souvent une période de contestation du pouvoir, d'autant qu'Anne a besoin du Parlement pour casser le testament de son mari. De nombreux exilés du règne précédent reviennent à la Cour. 
À l'extérieur, la France est engagée dans la guerre de Trente Ans qui va se transformer en conflit franco-espagnol.

## Les comploteurs
Les principaux instigateurs de ce complot sont François de Vendôme, duc de Beaufort, et Marie de Rohan, duchesse de Chevreuse. Ils sont suivis par :
- César de Vendôme, père de François de Vendôme, duc de Beaufort, et son fils aîné Louis, duc de Mercœur ;
- Claude de Bourdeille, comte de Montrésor ;
- Charles de L'Aubespine, marquis de Châteauneuf ;
- Louis d'Astarac de Fontrailles, marquis de Marestaing, vicomte de Fontrailles et de Cogotois ;
- Henri II de Guise, duc de Guise ;
- Bernard de Nogaret de La Valette, duc d'Épernon ;
- Charles II de Guise-Lorraine, duc d'Elbeuf.

## Objet du complot
Les comploteurs veulent dépouiller les partisans de Richelieu, la maison de Condé notamment, de tous leurs biens et privilèges et récupérer leur charge perdue du temps de Richelieu. En effet, l’Éminence Rouge avait, par exemple, forcé César de Vendôme à abandonner ses terres de Bretagne en 1630.
La cabale vise d’une part à éloigner Anne d’Autriche de son nouveau premier ministre, Mazarin, jugé trop hostile à la noblesse et d’autre part, à signer une paix séparée avec Philippe IV d’Espagne.

## Déroulement du complot
Commencée comme une intrigue de Cour pendant l'été 1643, l'affaire s'envenime d'un conflit épistolaire entre la duchesse de Montbazon du parti de Beaufort et la duchesse de Longueville de la famille des Condé. La première reçoit l'ordre de se retirer dans ses terres.
François de Vendôme, furieux, prévoit de faire assassiner Mazarin puis de le remplacer par un proche, Augustin Potier, l’évêque de Beauvais. Il mandate pour cette action ses fidèles François le Dangereux, seigneur de Beaupuis et les frères Campion, Alexandre et Henri.
Mazarin a rapidement vent de la conspiration. Beaufort est arrêté le 2 septembre 1643 et emprisonné au donjon du château de Vincennes, où il restera cinq ans. Châteauneuf, les Vendôme, la duchesse de Chevreuse et Marie de Hautefort sont exilés en province et l'évêque de Beauvais renvoyé dans son diocèse.

#### Études historiques
- Jean-Marie Constant, La noblesse en liberté (XVIe – XVIIe siècles), Rennes, Presses universitaires de Rennes, coll. « Histoire », 2004, 295 p. (ISBN 2-86847-993-6, lire en ligne), « Langue de bois et lutte pour le pouvoir : la cabale des Importants de 1643 », p. 265-277.
- Claude Dulong, Anne d'Autriche, mère de Louis XIV, Paris, Perrin, 2000 (1re éd. 1980, Hachette), 523 p. (ISBN 2-262-01601-1, présentation en ligne).
- Pierre Goubert, Mazarin, Paris, Fayard, 1990, 572 p. (ISBN 2-213-01650-X, présentation en ligne).
- Arlette Jouanna, Le Devoir de révolte : la noblesse française et la gestation de l'État moderne, 1559-1661, Paris, Fayard, coll. « Nouvelles études historiques », 1989, 504 p. (ISBN 2-213-02275-5, présentation en ligne), [présentation en ligne], [présentation en ligne], [présentation en ligne].
- Ruth Kleinman (trad. de l'anglais par Ania Ciechanowska), Anne d'Autriche [« Ann of Austria, Queen of France »], Paris, Fayard, 1993, 605 p. (ISBN 2-213-03030-8, présentation en ligne).

#### Littérature
- François de La Rochefoucauld, Mémoires (II, 1643 - 1649), Gallimard, Bibliothèque de la Pléiade, 1964
- Jean d'Aillon, La Conjuration des Importants, Éditions du Masque, 2005,  (ISBN 2702497675)